# Monstrilla bernardensis
Monstrilla bernardensis is een eenoogkreeftjessoort uit de familie van de Monstrillidae. De wetenschappelijke naam van de soort is voor het eerst geldig gepubliceerd in 1920 door Willey.